# 오키나와 은행
오키나와 은행(일본어: 沖縄銀行/おきなわぎんこう, 줄여서 오키긴(일본어: 沖銀/おきぎん)은 오키나와현 나하시에 위치한 은행이다.
오키나와 현에서는 최초의 시중 은행이다. 일본 등급 설정 연구소에서 높은 점수인 A를 받았다.

## 추가 설명
JA오키나와와는 현금 자동 입출금기상호 제휴 서비스를 실시하고 있다.
오키나와 은행에서 발급하는 신용카드로 JA오키나와의 현금 자동 입출금기를 사용할 수 있다. 또한, JA오키나와 은행의 신용 카드로 오키나와 은행의 현금 자동 입출금기를 사용해도 당행 거래로 인식된다.
또, 같은 은행인 오키나와 가이호 은행와 고자 신용금고, 오키나와 현 노동금고 및 JA오키나가 합동으로 멀티미디어 키오스크(マルチメディアキオスク, MMK)(우치나~넷(うちな～ネット))를 개발데 이어서 공동 현금자동 입출금기도 만들었다(카드로만 사용되기 때문에 통장 거래는 불가능하다. 그리고, 각 운영 상태간에도 상호 제휴를 맺었다).